# Yverdon (huyện)
Huyện Yverdon (tiếng Pháp: District du Yverdon, tiếng Đức: Bezirk Yverdon) là một huyện hành chính của Thụy Sĩ. Huyện này thuộc bang Vaud. Huyện Yverdon có diện tích 157 kilômét vuông, dân số theo thống kê của cục thống kê Thụy Sĩ năm 1999 là 33842 người. Trung tâm của huyện đóng ở Yverdon-les-Bains. Mã của huyện là 2219.